# Георгій X
Георгій X (груз. გიორგი X) (1560/1565 — 1606) — цар Картлійського царства (1600–1606). Син царя Симона I та Нестан-Дареджан, дочки царя Кахетії Левана. Представник династії Багратіоні.

## Життєпис
До сходження на престол у 1598–1599 роках очолював повстання проти володарювання Османської імперії. 1599 року очолював війська Картлі, які захищали місто Горі від османських військ, відряджених для придушення повстання.
1601 року звільнив Лорі. Під час Ірансько-османської війни був змушений воювати на боці Персії.
У 1603–1604 роках брав участь у взятті Єревана. З дозволу шаха Аббаса I повернувся до Грузії та розпочав війну з османами за Тбілісі й Ахалцихе.
За часів правління Георгія X були закладені політичні стосунки з Московським царством: було укладено угоду про союз. Закріпленням угоди мало стати одруження дочки Георгія Елени й Федора Годунова. Проте з погіршенням внутрішньої ситуації в Московії та інтервенцією Польщі та Швеції цей план не було здійснено, а дипломатичні відносини були перервані.

## Родина
Був одружений з Маріам-Тамарою, дочкою князя Георгія Ліпартіані (з роду Дадіані). Від того шлюбу народились:
- Луарсаб, цар Картлі;
- Тінатін (Лала, Фатіма-Султан-Хатун), царівна, була одружена з шахом Ірану Аббасом I, другим шлюбом — з ханом Гянджійським Пейкар-ханом;
- Елена (Гулшар), царівна;
- Хорешан, царівна, була у шлюбі з царем Кахеті Теймуразом I.